# Battaglia di Piva Trail
La battaglia di Piva Trail (battaglia del sentiero Piva) è stata una battaglia combattuta tra lo United States Marine Corps e l'esercito imperiale giapponese su l'isola di Bougainville. La battaglia ebbe luogo tra l'8 ed il 9 novembre 1943 durante la campagna di Bougainville nei giorni seguenti allo sbarco su Capo Torokina.

## Battaglia
In seguito allo sbarco a Capo Torokina uomini del 2nd Marine Raider Battalion stabilirono un blocco stradale sul sentiero Piva ed il generale Harukichi Hyakutake, comandante della 17ª Divisione e di tutte le forze giapponesi su Bougainville, decise di attaccarli e chiamò in azione truppe appartenenti 23ª Divisione giapponese dal nord dell'isola.
Nella notte tra il 5 ed il 6 novembre, i Marines respinsero due attacchi preliminari, il colonnello Edward A. Craig suppose che questi fosse solo azioni preliminari ad un attacco in forze da parte dei giapponesi e chiamo due battaglioni Raiders a rinforzare il blocco. Quando i giapponesi attaccarono il pomeriggio del 7 novembre gli statunitensi erano pronti e respinsero i giapponesi. La mattina dell'8 novembre il maggior generale Shun Iwasa rinnovò l'attacco con due battaglioni ma gli statunitensi portarono avanti rinforzi del 3rd Raider Battalion ed alcuni carri armati riuscendo a respingere l'attacco.
Il maggior generale Allen H. Turnage, comandante della 3rd Marine Division, determinò che i giapponesi sul sentiero rappresentassero una minaccia per l'aeroporto costruito dagli statunitensi ed ordinò che venissero eliminati, l'attacco statunitense inizio il 9 novembre. I giapponesi stavano loro stessi cercano di attaccare, si venne quindi a creare una situazione di stallo. Alla fine la potenza di fuoco dei Marines si dimostrò irresistibile per i giapponesi che furono costretti a ritirarsi lasciando il controllo dei sentieri Piva e Numa Numa agli statunitensi.